# Gazette de Lausanne
La Gazette de Lausanne era un diario suizo escrito en francés y editado en Lausanne. El primer número es publiado el 1 de febrero de 1798 bajo el nombre de Peuple Vaudois. Su fundador es el revolucionario Gabriel-Antoine Miéville. El nombre Gazette de Lausanne es adoptado en 1803.
Es publicada todos los días desde 1856 hasta 1991. Fue absorbida por el Journal de Genève en 1991. Su nombre desaparece en 1998 cuando el Journal de Genève fusiona con Le Nouveau Quotidien para crear un nuevo diario : Le Temps.
Bajo el nombre de Gazette littéraire, se publica un suplemento los sábados siendo el principal órgano de información cultural en Suiza romanda entre 1949 y 1972.
La Gazette de Lausanne era de obediencia liberal. 